# Raphitoma elegans
Raphitoma elegans is een slakkensoort uit de familie van de Raphitomidae. De wetenschappelijke naam van de soort is voor het eerst geldig gepubliceerd in 1804 door Donovan.